# Grejtuniszki
Grejtuniszki – dawny folwark. Tereny, na których był położony, leżą obecnie na Białorusi, w obwodzie witebskim, w rejonie brasławskim, w sielsowiecie Opsa.

## Historia
W czasach zaborów ówczesny zaścianek leżał w granicach Imperium Rosyjskiego.
W latach 1921–1945 folwark leżał w Polsce, w województwie nowogródzkim (od 1926 w województwie wileńskim), w powiecie brasławskim, w gminie Opsa a następnie w gminie Dryświaty.
Według Powszechnego Spisu Ludności z 1921 roku zamieszkiwało tu 39 osób, 38 było wyznania rzymskokatolickiego a 1 prawosławnego. Jednocześnie wszyscy mieszkańcy zadeklarowali polską przynależność narodową. Były tu 4 budynki mieszkalne. W 1931 w 4 domach zamieszkiwało 25 osób.
Wierni należeli do parafii rzymskokatolickiej w Dryświatach. Miejscowość podlegała pod Sąd Grodzki w Opsie i Okręgowy w Wilnie; właściwy urząd pocztowy mieścił się w Dryświatach.